# Tohku
Tohku is een plaats in de Estlandse gemeente Saaremaa, provincie Saaremaa. De plaats heeft de status van dorp (Estisch: küla).
Tot in oktober 2017 behoorde Tohku tot de gemeente Kihelkonna. In die maand werd Kihelkonna bij de fusiegemeente Saaremaa gevoegd.

## Bevolking
De ontwikkeling van het aantal inwoners blijkt uit het volgende staatje:
| Jaar            | 2000 | 2011 | 2018 | 2020 | 2021 |
| --------------- | ---- | ---- | ---- | ---- | ---- |
| Aantal inwoners | 4    | 1    | < 4  | < 4  | < 4  |

## Geografie
Tohku ligt op het schiereiland Tagamõisa in het noordwesten van het eiland Saaremaa. Ten oosten van Tohku ligt het meer Taugabe järv (16,4 ha).

## Geschiedenis
Tohku werd voor het eerst genoemd in 1617 als Tochko Hannuß en Togko Tonnieß, twee boerderijen op het landgoed van Tagamõisa. In 1798 werd de plaats onder de naam Tokko als dorp genoemd.
Tussen 1977 en 1997 hoorde Tohku bij het buurdorp Kuralase.